# Тускакуэско (муниципалитет)
Тускакуэско (исп. Tuxcacuesco) — муниципалитет в Мексике, в штате Халиско, с административным центром в одноимённом городе. Численность населения, по данным переписи 2020 года, составила 5482 человека.

## Общие сведения
Название Tuxcacuesco с языка науатль можно перевести по-разному: природное место хранения зерна (когда зерно хранили в овраге), а также как: тайное место и птица на камне.
Площадь муниципалитета равна 430 км², что составляет 0,5 % от общей площади штата, а наиболее высоко расположенное поселение Эль-Темаскаль находится на высоте 1039 метров.
Тускакуэско граничит с другими муниципалитетами штата Халиско: на севере с Эль-Лимоном и с Тонаей, на востоке с Сан-Габриелем, на юге с Толиманом, на западе с Аутлан-де-Наварро, и на северо-западе с Эль-Грульо.

## Учреждение и состав
Муниципалитет был образован в 1824 году, по данным 2020 года в его состав входит 22 населённых пункта, самые крупные из которых:
| Код INEGI                  | Населённый пункт                                                                         | Численность населения (2005 год) | Численность населения (2010 год) | Численность населения (2020 год) |
| -------------------------- | ---------------------------------------------------------------------------------------- | -------------------------------- | -------------------------------- | -------------------------------- |
| 106                        | Всего                                                                                    | 3770                             | 4234                             | 5482                             |
| 0001                       | Тускакуэско (исп. Tuxcacuesco) 19°41′50″ с. ш. 103°59′01″ з. д. (административный центр) | 1322                             | 1538                             | 1674                             |
| 0042                       | Эль-Себольяль (исп. El Cebollal) 19°42′07″ с. ш. 103°55′56″ з. д.                        | —                                | —                                | 686                              |
| 0021                       | Сан-Мигель (исп. San Miguel) 19°40′26″ с. ш. 103°56′05″ з. д.                            | 356                              | 432                              | 546                              |
| 0010                       | Чачауатлан (исп. Chachahuatlán) 19°37′55″ с. ш. 103°59′22″ з. д.                         | 298                              | 325                              | 362                              |
| 0019                       | Эль-Платанар (исп. El Platanar) 19°39′49″ с. ш. 103°56′20″ з. д.                         | 220                              | 261                              | 321                              |
| 0006                       | Апулько (исп. Apulco) 19°44′16″ с. ш. 103°54′07″ з. д.                                   | 251                              | 312                              | 307                              |
| —                          | Прочие                                                                                   | 1323                             | 1366                             | 1586                             |
| Названия на карте Генштаба |                                                                                          |                                  |                                  |                                  |

## Природные ресурсы
Муниципалитет располагает следующими ресурсами:
- 8015 гектар леса, преимущественно состоящие таких видов деревьев как: дуб, сосна и акация;
- минеральные — месторождения золота, серебра, меди и барита.

## Экономическая деятельность
По статистическим данным 2000 года, работоспособное население занято по секторам экономики в следующих пропорциях:
- сельское хозяйство, животноводство и рыбная ловля — 65,6 %;
- промышленность и строительство — 10,7 %;
- торговля, сферы услуг и туризма — 22,6 %;
- безработные — 1,1 %.

## Инфраструктура
По статистическим данным 2020 года, инфраструктура развита следующим образом:
- электрификация: 98,8 %;
- водоснабжение: 83,6 %;
- водоотведение: 96,1 %.